# Jean de Lattre de Tassigny
Jean de Lattre de Tassigny, fullständigt namn Jean Joseph Marie Gabriel de Lattre de Tassigny, född 2 februari 1889 i Mouilleron-en-Pareds i det franska departementet Vendée, död 11 januari 1952 i Neuilly-sur-Seine, var en fransk fältmarskalk.

## Biografi
År 1911 påbörjade han studier på kavalleriskolan i Saumur. Under första världskriget blev han sårad den första gången i augusti 1914 av granatsplitter under en rekognoscering. Den 14 september sårades de Lattre de Tassigny av en ulans lans när han ledde ett anfall. Försvagad av sina sår tvingades han att gömma sig i en by ockuperad av tyskarna, där han räddades av en officer från ett husarregemente på spaningsuppdrag. Härefter utsågs han till kapten vid ett infanteriregemente och när första världskriget var slut hade han fått fyra krigsskador och åtta utmärkelser.
Under mellankrigstiden tjänstgjorde de Lattre de Tassigny vid olika infanteriregementen. Han gifte sig med Simone Calary 1927 och deras son Bernard föddes 1928. År 1932 befordrades han till arméstaben och blev överstelöjtnant. 1935 fick han överstes grad.
de Lattre de Tassigny utsågs till brigadgeneral i mars 1939 och fick befälet över 14:e infanteridivisionen i januari 1940. Härigenom ledde han ett hjältemodigt motstånd när Wehrmacht anföll vid Rethel och han fullföljde motståndet mot tyskarna i Champagne och vid Yonne. Trots det kaos som uppstod under tyskarnas ”Blitzkrieg” lyckades han hålla ihop sitt förband. 
Den 22 juni 1940 slöts vapenstillestånd och södra Frankrike förklarades som fri zon (zone libre) under ledning av Vichyregimen. de Lattre de Tassigny tjänstgjorde i fria zonens generalkommando och var även ett tag stationerad i Tunisien.
När den fria zonen invaderades av tyskarna den 11 november 1942 vägrade de Lattre de Tassigny att lyda ordern om att inte strida mot tyskarna och han arresterades. Han dömdes till 10 års fängelse i Lyon den 9 januari 1943. Den 3 september samma år rymde han från fängelset och tog sig till London och därifrån vidare till Alger i december 1943. I november utsågs han av general Charles de Gaulle till fältmarskalk och i Alger tog han kommandot över ”Armée B” och med dessa trupper landsattes han tillsammans med amerikanska förband i Provence den 16 augusti 1944. Snabbt tog man Toulon och Marseille, tog sig uppför Rhônedalen och gick mot Rhen. I Alsace besegrade de Lattre de Tassigny tyska förband kring Colmar och Strasbourg. de Lattre de Tassigny tog därefter Karlsruhe, Schwarzwald och Stuttgart och tog där ett stort antal tyska krigsfångar. Han var Frankrikes representant vid den tyska kapitulationen i Berlin den 8 maj 1945.
de Lattre de Tassigny utsågs till överbefälhavare för de franska styrkorna i Franska Indokina år 1950. Efter att hu vunnit tre segrar mot den vietnamesiske generalen Võ Nguyên Giáp tvingades de Lattre de Tassigny återvända till Frankrike. Utmattad av överarbete, med en krigsskada från 1914 som gjorde sig påmind, tyngd av sonen Bernards död (sonen var löjtnant och stupade under Indokinakriget) samt med cancer i höften kände han sig tvingad att återvända till Paris. Han dog där i sviterna av en operation den 11 januari 1952 och upphöjdes postumt till marskalk av Frankrike vid sin begravning den 15 januari.

### Webbkällor
- ”Jean de Lattre de Tassigny”. Ordre de la Libération. Arkiverad från originalet den 13 januari 2010. https://web.archive.org/web/20100113063753/http://www.ordredelaliberation.fr/fr_compagnon/558.html. Läst 23 september 2014.